# Carles Subiela i Ibáñez
Carles Subiela i Ibáñez (Benaguasil, Camp de Túria, València) és un empresari, mestre i activista cultural valencià. Ha treballat com a professor de geografia i història a instituts de secundària i és president de l'Institut d'Estudis Comarcals del Camp de Túria. També és soci d'Acció Cultural del País Valencià. Ha publicat diversos llibres i està treballant en un catàleg d'obres musicals tradicionals valencianes.
Com a empresari ha estat el fundador de l'empresa Consolat de Mar, que distribüix instruments musicals xinesos de tota classe a preu assequible; alhora ha fabricat a la Xina instruments tradicionals del País Valencià com el fiscorn baix de cobla. També ha dut a terme tasca filantròpica de donació d'instruments musicals al Tercer Món, així com el suport a grups musicals valencians i ha creat l'Orquestra Simfònica Consolat de Mar. El 2010 va rebre un dels Premis d'Actuació Cívica de la Fundació Lluís Carulla, i el 2017 va ser guardonat amb el Premi Castell de Benissanó a la trajectòria personal i professional en el camp de la Cultura i la Música.

## Obres
- Faules clàssiques (2009)
- Històries de la ceba
- Faules de poble
- Faules d'ací i universals
- Faules d'un temps
- Faules de guerra
- Refranys i dites
- Faules de Pau
- Compartint Sentiments: Reflexions i versos a l'aire (Coautor amb Josep Mª Jordán Galduf)
- Vora el Riu Arcos